# Life Is Good
Life Is Good is een nummer uit 2020 van de Amerikaanse rapper Future, in samenwerking met de Canadese rapper Drake.
Het nummer werd wereldwijd een grote hit. Het kwam binnen op de 2e positie in de Amerikaanse Billboard Hot 100, en in Canada haalde het de 3e positie. In het Nederlandse taalgebied was het nummer iets minder succesvol, met een 4e positie in de Nederlandse Tipparade en een 45e positie in de Vlaamse Ultratop 50.